# Daniel Jérent
Daniel Jérent (Saint-Claude, 1991. június 4. –) olimpiai, világ- és Európa-bajnok francia párbajtőrvívó.